# Buchón marchenero
El buchón marchenero es una raza de palomo española, originaria del municipio andaluz de Marchena, en la provincia de Sevilla. Una de sus antiguas denominaciones era buchón colitejo o buchón coliconcha, por su peculiar cola en forma de teja, también llamada "cola de langosta". Es una de las razas más representativas de los buchones españoles y se cría en Alemania, el Reino Unido y Francia en mayor número que en la propia España. Los colombófilos lo consideran un animal de compañía, de exposición y para concursos de vuelo.